# Carúncula lagrimal
La carúncula lacrimal o caruncula lacrimalis es el pequeño nódulo globular rosa en la esquina interior (el canto medial) del  ojo. Está hecho de cobertura de piel sebácea y glándulas sudoríparas.
Con alergias oculares, la carúncula lacrimal y la plica semilunaris del conjunctiva pueden ser inflamadas y causar prurito debido a liberación de histamina en el tejido y película de lágrima.

## Imágenes adicionales

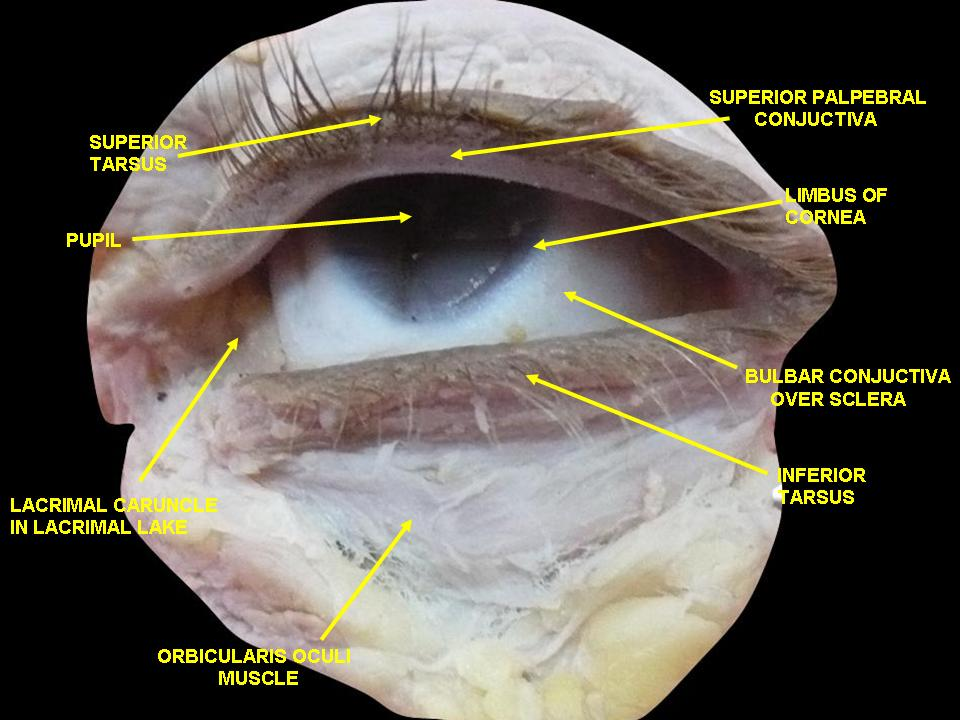
Extrinsic Músculo de ojo. Nervios de orbita. Disección profunda
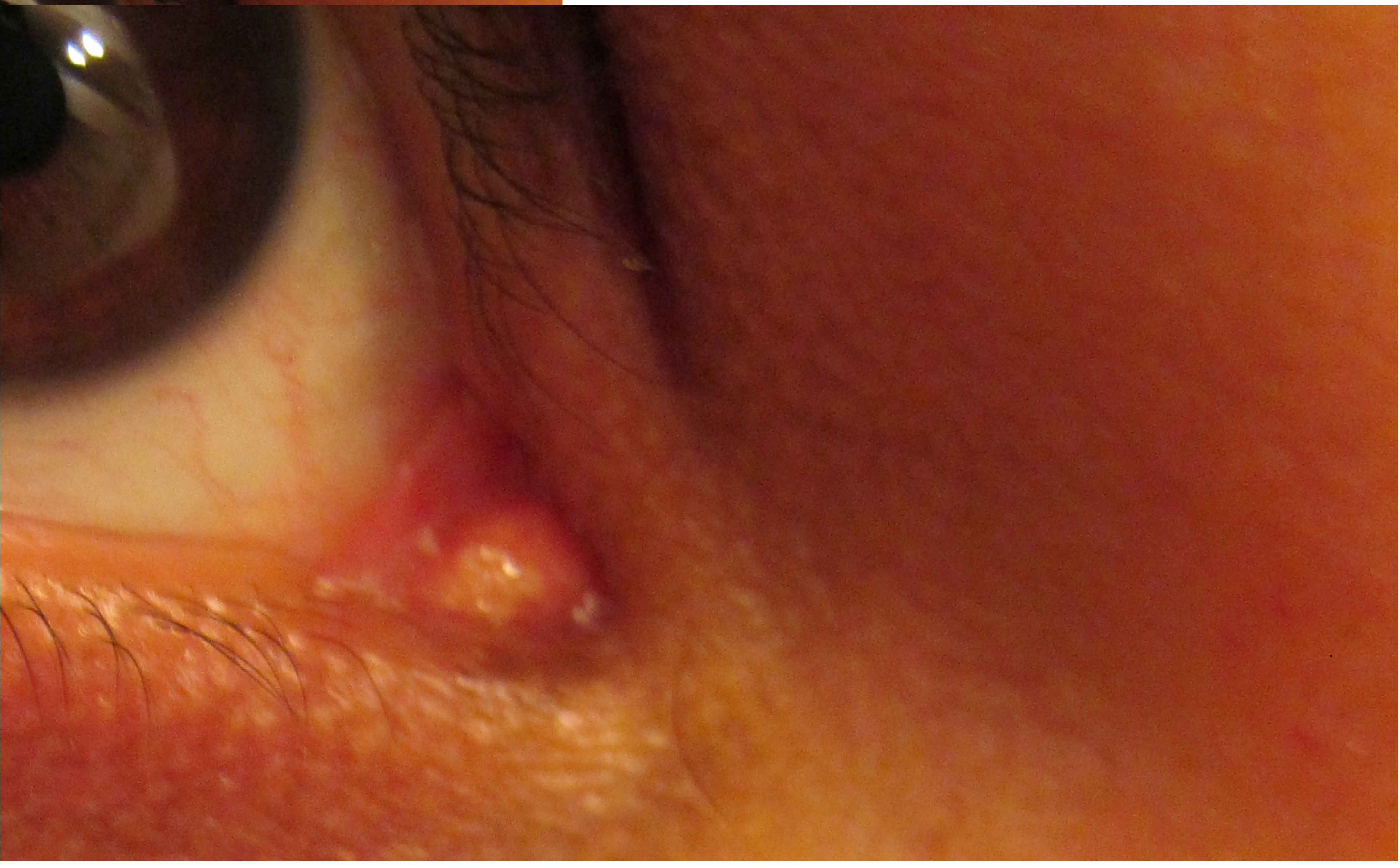
Pequeño blanco lesion en carúncula lacrimal, más probablemente un quiste